# Marathon de Lisbonne
Ne doit pas être confondu avec Semi-marathon de Lisbonne.
Le Marathon de Lisbonne est une course de marathon se déroulant tous les ans, en octobre, dans les rues de Lisbonne, au Portugal. Créée en 1986, l'épreuve fait partie du circuit international des IAAF Road Race Label Events, dans la catégorie des « Labels d'or ». Elle se déroule le même jour que le Semi-marathon du Portugal.

## Palmarès
- Records
- Championnats du Portugal

| Édition | Date              | Hommes            | Hommes    | Hommes          | Femmes                 | Femmes      | Femmes          |
| Édition | Date              | Athlète           | Pays      | Temps           | Athlète                | Pays        | Temps           |
| ------- | ----------------- | ----------------- | --------- | --------------- | ---------------------- | ----------- | --------------- |
| 34e     | 20 octobre 2019   |                   |           |                 |                        |             |                 |
| 33e     | 14 octobre 2018   | Limenih Getachew  | Éthiopie  | 2 h 07 min 30 s | Kuftu Dadiso           | Éthiopie    | 2 h 24 min 56 s |
| 32e     | 15 octobre 2017   | Ishhimael Chemtan | Kenya     | 2 h 10 min 51 s | Sarah Chepchirchir     | Kenya       | 2 h 27 min 57 s |
| 31e     | 2 octobre 2016    | Alfred Kering     | Kenya     | 2 h 10 min 27 s | Sarah Chepchirchir     | Kenya       | 2 h 24 min 13 s |
| 30e     | 18 octobre 2015   | Asbel Kipsang     | Kenya     | 2 h 09 min 26 s | Purity Rionoripo       | Kenya       | 2 h 25 min 09 s |
| 29e     | 5 octobre 2014    | Samuel Ndungu     | Kenya     | 2 h 08 min 21 s | Visiline Jepkesho      | Kenya       | 2 h 26 min 47 s |
| 28e     | 6 octobre 2013    | Paul Lonyangata   | Kenya     | 2 h 09 min 45 s | Agnes Kiprop           | Kenya       | 2 h 31 min 15 s |
| 27e     | 9 décembre 2012   | Oleg Marusin      | Russie    | 2 h 19 min 02 s | Anabela Gomes          | Portugal    | 2 h 45 min 44 s |
| 26e     | 4 décembre 2011   | Vasco Azevedo     | Portugal  | 2 h 22 min 03 s | Anabela Tavares        | Portugal    | 2 h 50 min 19 s |
| 25e     | 5 décembre 2010   | Vasco Azevedo     | Portugal  | 2 h 23 min 09 s | Marina Kovalova        | Russie      | 2 h 42 min 40 s |
| 24e     | 6 décembre 2009   | Vasco Azevedo     | Portugal  | 2 h 20 min 42 s | Yuliya Mochalova       | Russie      | 2 h 40 min 45 s |
| 23e     | 7 décembre 2008   | Sergey Lukin      | Russie    | 2 h 17 min 40 s | Dorota Ustianowska     | Pologne     | 2 h 47 min 07 s |
| 22e     | 2 décembre 2007   | Vasco Azevedo     | Portugal  | 2 h 19 min 55 s | Fátima Silva           | Portugal    | 2 h 47 min 49 s |
| 21e     | 3 décembre 2006   | Luís Filipe Jesus | Portugal  | 2 h 21 min 08 s | Fátima Silva           | Portugal    | 2 h 40 min 00 s |
| 20e     | 4 décembre 2005   | Philip Biwott     | Kenya     | 2 h 18 min 22 s | Yelena Kozhevnikova    | Russie      | 2 h 41 min 57 s |
| 19e     | 5 décembre 2004   | Philemon Kemei    | Kenya     | 2 h 16 min 07 s | Fátima Silva           | Portugal    | 2 h 38 min 59 s |
| 18e     | 7 décembre 2003   | Luís Filipe Jesus | Portugal  | 2 h 15 min 31 s | Madina Biktagirova     | Russie      | 2 h 42 min 06 s |
| 17e     | 1er décembre 2002 | Samson Kosgei     | Kenya     | 2 h 15 min 35 s | Fátima Silva           | Portugal    | 2 h 35 min 07 s |
| 16e     | 2 décembre 2001   | Stephan Freigang  | Allemagne | 2 h 14 min 27 s | Claudia Dreher         | Allemagne   | 2 h 31 min 01 s |
| 15e     | 26 novembre 2000  | William Musyoki   | Kenya     | 2 h 16 min 10 s | Fátima Silva           | Portugal    | 2 h 34 min 39 s |
| 14e     | 28 novembre 1999  | Larbi Zeroual     | France    | 2 h 12 min 20 s | Judit Nagy             | Hongrie     | 2 h 32 min 22 s |
| 13e     | 29 novembre 1998  | Alcídio Costa     | Portugal  | 2 h 16 min 05 s | Christine Mallo        | France      | 2 h 33 min 46 s |
| 12e     | 23 novembre 1997  | William Musyoki   | Kenya     | 2 h 16 min 32 s | Claudia Dreher         | Allemagne   | 2 h 33 min 59 s |
| 11e     | 24 novembre 1996  | Nour Bile         | Éthiopie  | 2 h 15 min 40 s | Albertina Machado      | Portugal    | 2 h 36 min 21 s |
| 10e     | 26 novembre 1995  | William Musyoki   | Kenya     | 2 h 13 min 30 s | Birgit Jerschabek      | Allemagne   | 2 h 28 min 02 s |
| 9e      | 27 novembre 1994  | Zbigniew Nadolski | Pologne   | 2 h 11 min 57 s | Adriana Barbu          | Roumanie    | 2 h 32 min 56 s |
| 8e      | 28 novembre 1993  | Said Ermilli      | Maroc     | 2 h 12 min 39 s | Manuela Machado        | Portugal    | 2 h 31 min 31 s |
| 7e      | 18 octobre 1992   | Jacob Ngunzu      | Kenya     | 2 h 13 min 34 s | Yekaterina Khramenkova | Biélorussie | 2 h 30 min 17 s |
| 6e      | 20 octobre 1991   | Mario Sousa       | Portugal  | 2 h 15 min 21 s | Rita Borralho          | Portugal    | 2 h 38 min 39 s |
| 5e      | 21 octobre 1990   | Antonio Godinho   | Portugal  | 2 h 15 min 25 s | Manuela Dias           | Portugal    | 2 h 40 min 37 s |
| 4e      | 5 novembre 1989   | Joaquim Silva     | Portugal  | 2 h 16 min 56 s | Evany Souza            | Brésil      | 2 h 47 min 27 s |
| 3e      | 6 novembre 1988   | Osmiro da Silva   | Brésil    | 2 h 20 min 29 s | Janeth Mayal           | Brésil      | 2 h 43 min 11 s |
| 2e      | 8 novembre 1987   | Gualdino Viegas   | Portugal  | 2 h 13 min 59 s | Umbelina Nunes         | Portugal    | 3 h 00 min 56 s |
| 1re     | 26 octobre 1986   | Cidalio Caetano   | Portugal  | 2 h 16 min 49 s | Maria Lousada          | Portugal    | 3 h 20 min 26 s |